# The Scarlet Tulip EP
The Scarlet Tulip EP es un EP de studio de KT Tunstall, grabado en el estudio de su casa en abril del 2011. El álbum fue grabado y producido por Tunstall, coproducido por Luke Bullen y masterizado Jeremy Cooper.
Tunstall escribió por sí sola todas las canciones del EP, grabándolas en una sola toma. Ella usó su propio estudio de energía solar en el campo de Berkshire.
El proyecto de Scarlet Tulip se basó en el deseo de Tunstall de grabar algunas canciones que ella escribió mientras grababa Tiger Suit las que no fue imposible incluir en la lista final de las canciones del álbum. "The Hidden Heart" fue escrita para el proyecto de sobrevivencia del naturalista Bruce Parry, "para tratar de ganar la protección de tierras de los indígeans del Amazonas." Todas las canciones se acompañan únicamente de guitarra acústica, excepto la canción "Shanty of the Whale", la que Tunstall canta a capela.

## Lista de canciones
1. "The Punk" - 2:10
2. "Skinny Lou" - 2:26
3. "The Hidden Heart" - 4:00
4. "Scarlet Tulip" - 4:16
5. "Patience" - 3:18
6. "Alchemy" - 3:59
7. "Shanty of the Whale" - 2:50

- Datos: Q3522616